# Lletrejador BCI
El lletrejador BCI és un dispositiu (o tecnologia) no invasiu que utilitza la tecnologia aplicada a BCI per identificar el caràcter que l'usuari vol representar, i fent un seguiment seqüencial representar el conjunt de caràcters desitjats.
BCI o interfície de computació cerebral, en el que està basat aquest dispositiu, interpreta directament l'activitat cerebral d'usuari per detectar-ne característiques que permeten identificar el que l'usuari desitja. Parlem de tecnologia no invasiva, ja que no requereix cap cirurgia cerebral, sinó que per l'ús de la tecnologia BCI en la que es basa el lletrajador BCI (BCI Speller), s'usen dispositius externs que usa l'usuari però que no afecten el seu físic.

## Introducció a la tecnologia
Les interfícies de computació cerebral estan fent possible la comunicació a individus amb problemes greus psicomotrius, referint-nos a la població que té: des de problemes a la parla, agreujant-se fins al punt de tenir una mobilitat reduïda. A tots aquests individus, aquesta tecnologia permet una forma d'expressar-se, ja que no ho poden fer a través de la parla, escriptura o mecanografia.
Aquesta va ser la motivació de la creació d'aquesta tecnologia i el conjunt de dispositius.
El funcionament d'aquesta tecnologia es basa en els senyals neurofisiològics, obviant el moviment físic, d'aquesta manera un individu amb restriccions de mobilitat pot usar aquesta tecnologia sense cap impediment (fora dels que planteja el funcionament). Aquest tipus de tecnologia està inclosa en les “tecnologies assistencial (AT)” y referides amb altres tecnologies de “comunicació augmentada i alternativa (AAC)”, que tradicionalment tenia interfícies usuari-màquina com ratolí, “joystick”, direcció de mirada… la introducció del BCI a les tecnologies assistencials ens permeten que l'ús s'estengui a les persones amb mobilitat nul·la, ja que només es tindrà en compte els senyals cerebrals captades i processades.
L'ús d'aquesta tecnologia pot no resultar pràctica en determinats sectors de població a causa de les interferències que poden causar els usuaris en el dispositiu i les operacions de la tecnologia, per les seves limitacions. Tot i això, es presenta com una solució a problemes psico-motrius.

## Elements o components de la recerca de tecnologies basades en BCI
Alhora de la creació i desenvolupament de tecnologies basades en BCI, hi ha uns punts sobre els quals s'ha de treballar i elegir el millor mètode. El primer aspecte que s'ha de tractar és la modalitat d'entrada (“input modalities”), en el cas d'aquest dispositiu ens basarem en senyals electroencefalogràfics (EEG signals). Posteriorment el processament de la demanda, és a dir, veure com es fa la detecció del senyal i classificació d'aquesta per identificar petició de l'usuari, s'ha de tenir en compte segons la tecnologia a tractar.
Un punt més a remarcar en la recerca i desenvolupament, és el lenguatge de representació, la interfície gràfica de l'usuari (GUI), què veurà l'usuari per tal que pugui fer la seva petició correctament.
Diverses poden ser les opcions de modalitats de sortida, després del processament i classificació, obtenint resultats, aquests es poden retornar com a text (el més habitual), o en forma de veu virtual.
En el projecte de creció d'un bou producte s'ha de procedir a l'anàlisi de la població, la demanda i veure els beneficis a la poblacióveure quina part de la població necessita aquesta tecnologia i veure si és factible dirigir-la cap aquest sector (a causa de les limitacions tant físiques com psicològiques que puguin presentar).

### Modalitats d'entrada
Gràcies a l'efectivitat i a tots els avantatges esmentats dels dispositius de BCI basats en EEG signals, podem usar-los per detectar diferents estímuls.
Una ràpida classificació dels estímuls que podem tractar amb aquesta tecnologia són (ens centrarem només en el primer tipus, ja que és en el que es basa el dispositiu.:
- Esdeveniments visuals i auditius relacionats amb el potencial-> davant de la identificació d'un esdeveniment visual o auditiu anomenat “target” (objectiu) el cervell genera un estímul anomenat P300 que destaca temporalment dels altres estímuls que es generen quan no es detecta l'esdeveniment desitjat. Aquest senyal sol ser generat aproximadament 300 ms després de la detecció de l'objectiu.
- Potencials corticals volitives
- L'estat d'equilibri dels potencials evocats.

## Electroencefalografia
Els senyals electroencefalogràfiques o EEG signals (en anglès) mesuren la diferència de potència entre diversos punts, situats a diverses parts del cap (cuir cabellut), així com l'activitat neuronal que es correspon amb l'activitat elèctrica de les neurones situades espacialment en tot el cervell.
El senyal rebut de les diferents zones del cervell, en el còrtex cerebral és molt feble, d'una magnitud de microvolts, però el cuir cabellut, actua com a filtre passa-baix, de manera que elimina components d'alta freqüència, quedant-se un senyal feble però bastant lliure de soroll (comparant potencia senyal amb la del soroll).
Tot i això, la seguretat, l'efectivitat, el baix cost i la portabilitat dels dispositius que ens permet detectar l'activitat neuronal permeten que sigui factible usar la tecnologia BCI com a interfície d'entrada a la tecnologia assistencial.
En el dispositiu es tractaran aquest tipus de senyals, identificant una concreta (P300).

## Funcionament general
El funcionament general del dispositiu consisteix a visualitzar en una pantalla el conjunt de lletres de l'abecedari, d'una manera específica segons sigui la tècnica usada. L'usuari, assegut davant de la pantalla (cap que tingui la màxima concentració possible) duu un barret (“cap”) amb sensors d'activitat neuronal (capta impulsos elèctrics). Seguint el procediment que proposa cada tècnica (explicades a continuació) es capten els impulsos generats per l'usuari, normalment en identificar l'esdeveniment desitjat, i després de processar aquestes dades, es classifiquen (es prenen decisions del que desitjava l'usuari en referència a certs paràmetres) per mostrar per la sortida del dispositiu (ja s'ha comentat que podia ser en forma de text o de veu).
Per tant, el dispositiu es basa en la representació visual, que es reflecteix en diverses tècniques, que s'expliquen a continuació.

### Representació de matriu (matrix representation)

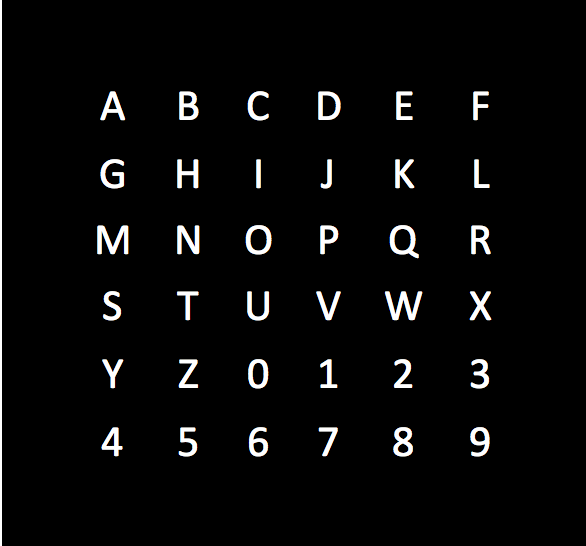
Mostra de la interfície gráfica del lletrajador BCI

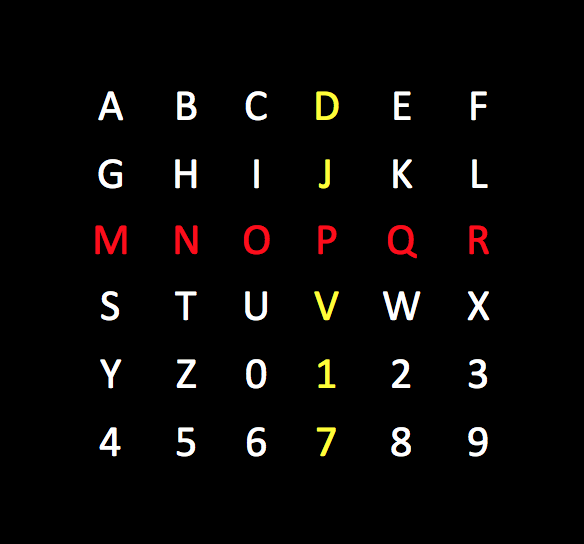
Mostra de la interfície gráfica del lletrajador BCI durant el seu funcionament. En groc, es mostra un exemple de columna il·luminada en un instant i en vermell, una fila il·luminada en un instant posterior

- Matrix Speller, es tracta d'un BCI speller concret que es basa en una matriu de R columnes i C files (sol ser una matriu 6x6) on a cada posició trobem un caràcter. Cada fila i columna es va il·luminant aleatòriament, una sola cada cop. Se li demana a l'usuari que conti les vegades que s'il·lumina la lletra que desitja, de manera que quan conta, el cervell genera com a conseqüència un senyal P300, que permet la detecció d'esdeveniments.
- Com que el senyal captat té una relació senyal-soroll baixa, cal fer múltiples representacions abans de decidir el caràcter que l'usuari desitja.
- Els resultats obtinguts en diferents experiments ens deixen una taxa de 7,8 caràcters per minut, amb un 80% d'efectivitat en la comunicació.
- La representació gràfica d'aquest sistema solen ser lletres blanques (quan estan il·luminades) sobre un fons negre.

### Presentació ràpida visual en sèrie (RSVP, rapid serial visual presentation)
- En aquesta tècnica de representació visual es mostra una sola lletra durant un cert temps de manera que es generà un senyal P300 quan aquesta aparegui per pantalla.
- Es tracta d'un procediment més lent perquè per cada caràcter a decidir s'ha de visualitzar tot l'abecedari, però per altra banda, és més aconsellable el seu ús en persones amb limitacions psíquiques, ja que no requereix tanta concentració com l'anterior i requereix la visualització d'un sol caràcter en la mateixa posició, de manera que l'usuari no cal que tingui mobilitat física ni moviment d'ulls.
- La generació del senyal P300 per part del cervell ve donada per l'aparellament o coincidència de la imatge que l'usuari espera veure i la que capta. El processament d'aquest senyal, ens permet traduir-lo en un caràcter, que procedirà a conjunt de caràcters en anar fent successives exploracions.
- Aquest sistema és més lent que el lletrejador matricial (Matrix speller) pel fet que aquest últim permet il·luminar més d'un caràcter a la vegada.
- Segons els experiments que s'han dut a terme, s'ha obtingut una taxa de detecció i representació de lletra de 5 caràcters per minut.

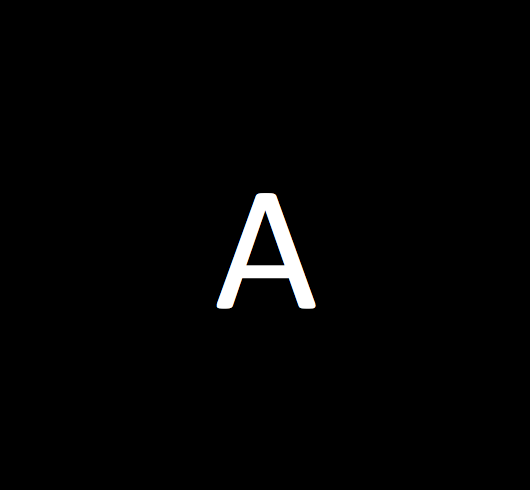
Mostra de la interfície gráfica del lletrejador basat en RSVP

### Presentació visual d'arbre-balancejat (Balanced-Tree Visual Presentation Paradigms)
- Tècnica en què l'estímul visual està distribuït en grups, de manera que en detectar que l'objectiu (target) està en un grup es passa a l'exploració del grup, de manera que el temps de selecció i classificació és menor, ja que no es recorre tota la seqüència, sinó que es fa per grups.
- La representació és de 30 símbols (caràcters) distribuïts en 6 cercles (o grups) que contenen cadascun 5 caràcters.

Altres mètodes de representació visual com: control per cursor, cercadors web especials (usen lletrejador matricial), comunicació limitada basada en icones...

## Processament en el RSVP Keyboard
El lletrejador BCI usa la representació visual RSVP com a interfície gràfica.
Per detectar un esdeveniment, mitjançant senyals elèctrics provinents del cervei mitjançant la computació de les interfícies cerebrals, cal detectar un senyal específic ja comentat anteriorment, el P300.
El procés per extreure la informació que ens indica que s'ha detectat l'esdeveniment es comença filtrant el senyal amb un filtre passabaix. El procediment general és el següent:
- Enfinestrament temporal dels senyals encefalogràfics a cada canal i filtratge passabanda (entre 1,5 i 42 Hz), per eliminar components de contínua i soroll que ens provocarien unes deteccions errònies.
- Per cada canal, els senyals que estan entre els instants 0ms i 500 ms després de generar l'estímul visual, són les considerades i són guardades en vectors i projectades sobre un espai dimensional més baixa, per reducció de dimensió lineal.
- Els vectors projecció són concatenats per crear un únic vector de característiques.
- Es guarda una projecció quadràtica del vector de característiques.

## Aplicació de la tecnologia
Tot i que aquesta tecnologia la pot usar tota la població, està més enfocat a servir les necessitats de la població amb limitacions psíquiques i/o físiques. Aquesta tecnologia millora la qualitat de vida d'aquest col·lectiu amb lesions de la medul·la espinal o traumatismes cerebrals. Aporta un avantatge extra als seus usuaris pel fet que és un mètode no invasiu de manera que no s'han de sotmetre a cap operació quirúrgica.
Tot i que es tracta d'una tècnica bastant fiable quant als resultats que s'obtenen de la captació de la resposta als estímuls visuals, nombrosos experiments i proves pilot han demostrat que no totes les persones tenen les mateixes reaccions davant d'un estímul i que gran part del col·lectiu al qual va dirigir aquesta tecnologia tenen problemes per usar correctament el sistema per la seva falta de concentració o descoordinació. Tot i aquest petit inconvenient els experts en la matèria han creat un mètode d'entrenament mental per tal que els usuaris que tenen dificultats per usar aquest dispositiu el puguin usar sense problemes. Aquests entrenaments consisteixen en una visualització d'imatges 20 minuts al dia, tres dies a la setmana, d'un s'ha de trobar una imatge objectiu (target). S'ha demostrat que fent aquest procediment durant un període prolongat (sis setmanes), millora la capacitat de generar els impulsos necessaris perquè el dispositiu els pugui captar correctament i en processar-lo sigui satisfactori.